# 넵툰의 딸
넵툰의 딸(Neptune's Daughter)은 미국에서 제작된 에드워드 버젤 감독의 1949년 멜로/로맨스, 코미디, 뮤지컬 영화이다. 에스터 윌리엄스 등이 주연으로 출연하였고 잭 커밍스 등이 제작에 참여하였다.

## 출연

### 주연
- 에스터 윌리엄스
- 레드 스켈튼

### 조연
- 리카르도 몬탈반
- 베티 가렛
- 키넌 윈
- 자비에 쿠거
- 테드 드 코시아
- 마이크 마주키
- 멜 블랭크
- 조지 만
- 프랭크 밋첼

## 제작진
- 미술: 에드워드 C. 카르파그노
- 미술: 세드릭 기븐스
- 의상: 아이린